# فيوليتا ديلغادو
فيوليتا ديلغادو (بالإسبانية: Violeta Delgado)‏ (17 أكتوبر 1996 في بيرو - ) هي لاعبة كرة طائرة بيروفية.